# Luncile, Vrancea
Luncile este un sat în comuna Chiojdeni din județul Vrancea, Muntenia, România.
 Acest articol despre o localitate din județul Vrancea este deocamdată un ciot. Puteți ajuta Wikipedia prin completarea lui.